# 애정만세

《애정만세》는 2003년 10월 25일부터 2004년 4월 18일까지 방영된 SBS 주말극장이다. 60~70년대 한 가정의 파란 만장했던 삶을 담아낸 작품으로 제3공화국 최대의 스캔들로 알려진 ‘정인숙 피살사건’에서 모티브로 했다.

## 등장 인물
- 최정원 : 이지선 역
- 정찬 : 송준호 역
- 이태란 : 이민주 역
- 강성진 : 오동식 역
- 독고영재 : 강학수 역
- 신구 : 이덕보 역
- 양희경 : 김평희 역
- 김창완 : 이현식 역
- 박순천 : 한숙용 역
- 천호진 : 이철식 역
- 전양자 : 홍난영 역
- 권기선 : 봉희 역
- 안선영 : 숙희 역
- 송금식 : 황부장 역
- 신현탁 : 이명준 역
- 김영아 : 오동자 역
- 이보영 : 김세령 역
- 김지은
- 이장우
- 여호민
- 전성우
- 이승민
- 황보라
- 김은경
- 박정선
- 김동균
- 김형범
- 백승욱
- 원숙희
- 장은비

## 결방 및 편성 변경
- 2003년 12월 28일 : 송년 특집 드라마 《선택》 편성으로 인해 결방
- 2004년 1월 24일 : 《발리에서 생긴 일》 7회 편성으로 인해 결방
- 2004년 1월 25일 : 《발리에서 생긴 일》 8회 편성으로 인해 결방
- 2003년 12월 27일 : 19회, 20회 연속 방영

## 참고 사항
- 이경영이 해당 드라마를 통해 연기 복귀를 노렸으나 여론에 밀려 좌절되었다.[2]
- 대한민국 제3공화국 최대의 정치 스캔들인 정인숙 피살사건을 드라마화하여 화제가 되었다.[3]
- 방영 도중 갑작스런 작가 교체[4] 등을 겪으며 15%대의 시청률로 기대 이하의 성적에 그쳤다.
- 일부 비윤리적이고 불건전한 내용에 관한 지적이 있었다.[5]
- 오프닝 음악은 추억의 팝송인 존 D. 루더밀크(John D. Loudermilk)가 작사 · 작곡한 하여, 영국의 여성 가수 마리안 페이스풀이 65년에 부른 This little bird의 연주곡 이었다